# 제19비행연대 (핀란드)
제19비행연대(스웨덴어: Flygflottilj 19) 또는 스웨덴 의용비행연대(스웨덴어: Svenska frivilligflottiljen)는 겨울전쟁 당시 핀란드 공군의 공격기-전투기 혼성연대이다. 스웨덴 의용병들로 이루어져 있었으며 핀란드 북부 케미 일대에서 겨울전쟁 마지막 62일간 활동했다. 번호 19번은 당시 스웨덴 공군의 비행연대가 18개 있었기에 그 다음 번호로 매겨진 것이다. 이후 스웨덴 공군에서 19번은 결번이 되었고 그 다음 비행연대들은 20, 21, 22비행연대로 명명되었다.
스웨덴 의용비행연대는 라플란드 일대의 방어에 기여했다. 글로스터 글래디에이터 2형 12기, 호커 하르트 5기, 그 외 항공기 8기를 동원하여 소련군 항공기 12기를 파괴했다(8기는 공중전, 4기는 지상공격). 자기 손실은 항공기 6기였고 그 중 적에게 격추된 것이 2기, 나머지 4기는 사고로 소실되었다. 싸우다 죽은 조종사는 3명이고 소련에 포로로 잡힌 조종사는 2명이다. 포로들은 겨울전쟁이 종전되고 5개월 뒤 스웨덴으로 귀국했다.

## 전투서열
- 참모진
  - 참모분견대
  - 통신분견대
  - 보급분견대
  - 트럭분견대
  - 의무분견대
- 비행장중대
- 전투비행대대 - 글로스터 글래디에이터 2형
- 공격비행대대 - 호커 하르트
- 수송연락비행대대 - 잡다한 항공기

연대 총 전력은 글로스터 글래디에이터 12기, 호커 하르트 1형 4기, 라프-카트첸슈타인 RK-26 티거슈발베 1기, 와코 ZQC-6 1기, 융커스 F 13kä 1기였다.

## 참고 자료
- F19, Swedish volunteer unit in Finland during the Winter War